# أحمد أبو مسلم
أحمد أبو مسلم (بالإنجليزية: Ahmed Abou Moslem)‏ وهو لاعب كرة قدم مصري سابق من مواليد 25 يوليو 1981 بمدينة القاهرة، شغل خطة مدافع.

## مسيرة الأندية

### المسيرة المبكرة
بدأ أحمد أبو مسلم مسيرته المهنية في مزارع دينا في مصر. تم اختياره لتمثيل منتخب مصر تحت 20 سنة لكرة القدم في بطولة العالم للشباب لكرة القدم 2001. ساعد مصر في الفوز بالميدالية البرونزية. بسبب نجاحه انضم إلى الأهلي حيث أمضى أربع سنوات. انضم أبو مسلم إلى فريق ستراسبورغ الفرنسي في 2005. في يناير 2009، انضم أبو مسلم إلى نادي أجاكسيو الفرنسي في صفقة إعارة مدتها ستة أشهر. في يوليو 2009، عاد أبو مسلم إلى مصر. انضم إلى نادي الإسماعيلي في الدوري المصري الممتاز بعقد لمدة ثلاث سنوات. لكن أبو مسلم فشل في أن يثبت نفسه في الفريق الأول. لذلك أنهى عقده بالتراضي بعد أن قضى موسمًا واحدًا فقط في النادي. في 1 يوليو 2010، أُعلن انضمام أبو مسلم إلى الإنتاج الحربي. صاغ عقدًا لمدة 3 سنوات مع النادي.

## المسيرة الدولية
تم اختياره لتمثيل منتخب مصر تحت 20 سنة لكرة القدم في بطولة العالم للشباب لكرة القدم 2001. وصلت مصر إلى الدور نصف النهائي وحصلت على الميدالية البرونزية كما جاءت في المركز الثالث في كأس الأمم الأفريقية تحت 20 سنة.

## الألقاب

### النادي الأهلي
- دوري أبطال أفريقيا: 2001، 2005.
- الدوري المصري الممتاز: 2004–05.

### ستراسبورغ
- الدوري الفرنسي الدرجة الثانية: 2006–07.

### مصر تحت 20 سنة
- بطولة العالم للشباب لكرة القدم 2001: المركز الثالث.
- كأس الأمم الأفريقية تحت 20 سنة 2001: المركز الثالث.

## روابط خارجية
- أحمد أبو مسلم على موقع الاتحاد الدولي (مؤرشف)  (الإنجليزية)
- أحمد أبو مسلم على موقع الاتحاد الأوربي (الإنجليزية)
- أحمد أبو مسلم على موقع قاعدة بيانات كرة القدم.إي يو (الإنجليزية)
- أحمد أبو مسلم على موقع ليكيب (الفرنسية)
- أحمد أبو مسلم على موقع ناشيونال فوتبول تيمز (الإنجليزية)